# César 2002
Die 27. Verleihung der Césars fand am 2. März 2002 im Théâtre du Châtelet in Paris statt. Präsidentin der Verleihung war die Schauspielerin Nathalie Baye. Ausgestrahlt wurde die Verleihung, die wie im Jahr zuvor von Édouard Baer moderiert wurde, vom französischen Fernsehsender Canal+.
Jean-Pierre Jeunets Die fabelhafte Welt der Amélie war mit insgesamt 13 Nominierungen der große Favorit des Abends. Mit vier Auszeichnungen in den Kategorien Bester Film, Beste Regie, Beste Filmmusik und Bestes Szenenbild konnte der Film über eine schüchterne Kellnerin, die abseits ihrer Fantasiewelt dem Glück ihrer Mitmenschen heimlich nachhelfen möchte, auch die meisten Preise in diesem Jahr gewinnen. Audrey Tautou, die mit der Titelrolle ihren internationalen Durchbruch feierte, unterlag jedoch wie auch Catherine Frot, Isabelle Huppert und Charlotte Rampling in der Kategorie Beste Hauptdarstellerin der Darbietung von Emmanuelle Devos in Jacques Audiards neunfach nominiertem Film Lippenbekenntnisse. Der Thriller über eine schwerhörige Büroangestellte, die einem Ex-Sträfling dabei hilft, einen Coup zu landen, erhielt für Drehbuch und Ton zwei weitere Auszeichnungen. Als beste Nebendarsteller erhielten André Dussollier (für François Dupeyrons ebenfalls neunfach nominierten Film Die Offizierskammer) und Annie Girardot (für Michael Hanekes Die Klavierspielerin) ihren jeweils dritten César. In der Kategorie Bester Hauptdarsteller, in der Dussollier für die Filmkomödie Tanguy – Der Nesthocker neben Michel Bouquet, Éric Caravaca, Vincent Cassel und Jacques Dutronc ebenfalls nominiert war, gewann am Ende Michel Bouquet für seine Leistung in dem Psychodrama Vater töten! von Anne Fontaine. Bester ausländischer Film wurde der verschachtelt erzählte Thriller Mulholland Drive – Straße der Finsternis von David Lynch, der damit unter anderem Joel Coens The Man Who Wasn’t There, Baz Luhrmanns Moulin Rouge und Steven Soderberghs Traffic – Macht des Kartells übertrumpfte. Ehrenpreisträger waren in diesem Jahr die Schauspieler Anouk Aimée, Claude Rich und Jeremy Irons.

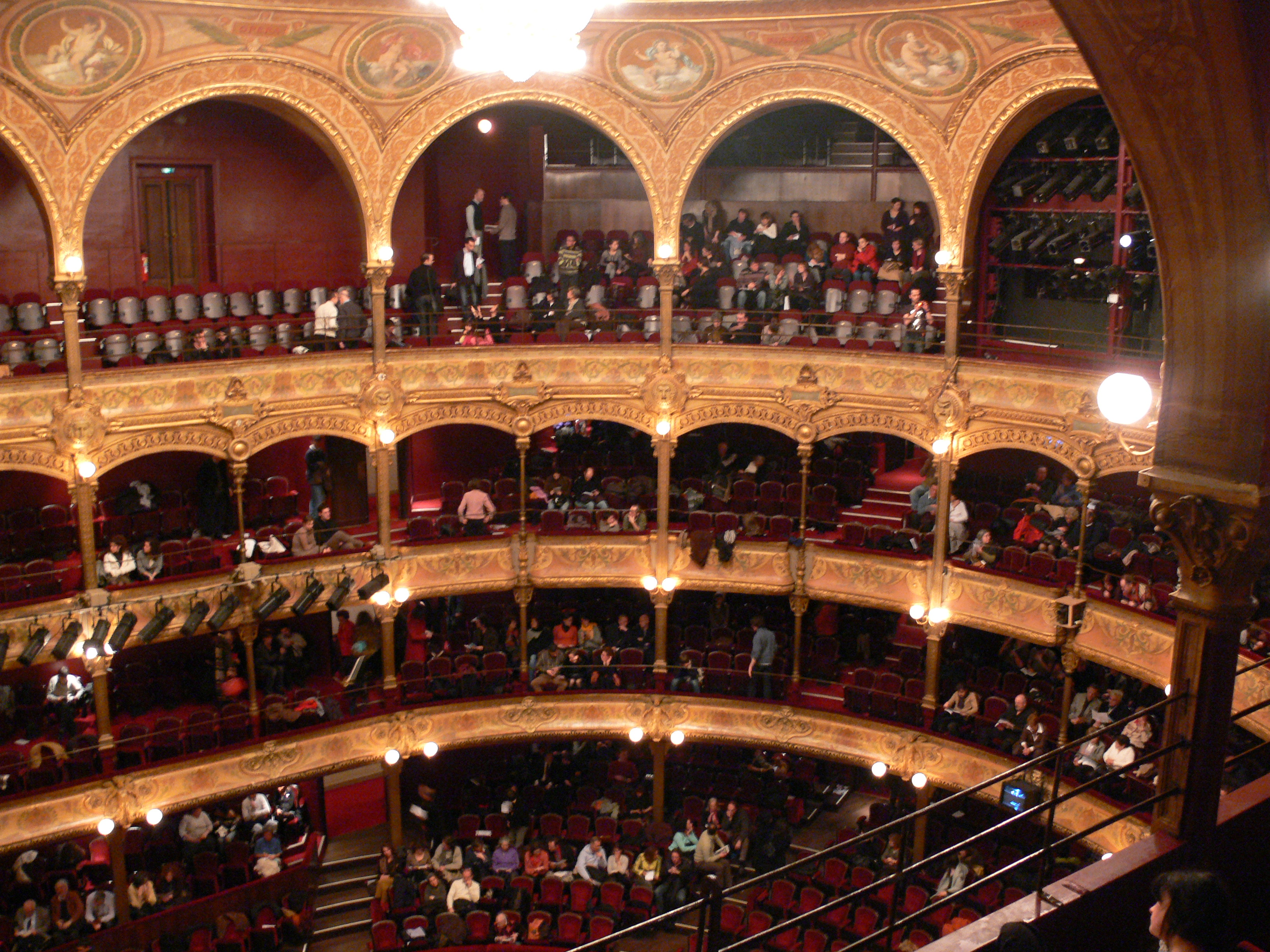
Das Théâtre du Châtelet, der Veranstaltungsort der Verleihung

## Gewinner und Nominierungen

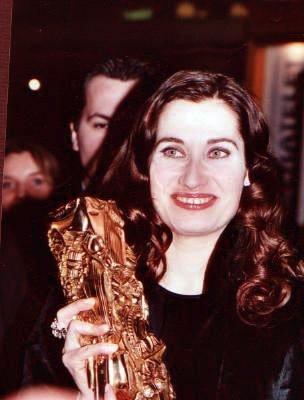
Emmanuelle Devos, die beste Hauptdarstellerin

| Statistik (Filme mit mehr als einer Nominierung) N=Nominierung; A=Auszeichnung |    |   |
| Film                                                                           | N  | A |
| Die fabelhafte Welt der Amélie                                                 | 13 | 4 |
| Lippenbekenntnisse                                                             | 9  | 3 |
| Die Offizierskammer                                                            | 9  | 2 |
| Chaos                                                                          | 5  | 1 |
| Pakt der Wölfe                                                                 | 4  | 1 |
| Nomaden der Lüfte – Das Geheimnis der Zugvögel                                 | 3  | 1 |
| Unter dem Sand                                                                 | 3  | 0 |
| Die Klavierspielerin                                                           | 2  | 1 |
| No Man’s Land                                                                  | 2  | 1 |
| Betty Fisher et autres histoires                                               | 2  | 0 |
| Die Lady und der Herzog                                                        | 2  | 0 |
| Eine Schwalbe macht den Sommer                                                 | 2  | 0 |
| Meine Frau, die Schauspielerin                                                 | 2  | 0 |
| Roberto Succo                                                                  | 2  | 0 |
| Tanguy – Der Nesthocker                                                        | 2  | 0 |

### Bester Film (Meilleur film)
Die fabelhafte Welt der Amélie (Le fabuleux destin d’Amélie Poulain) – Regie: Jean-Pierre Jeunet
- Die Offizierskammer (La chambre des officiers) – Regie: François Dupeyron
- Chaos – Regie: Coline Serreau
- Unter dem Sand (Sous le sable) – Regie: François Ozon
- Lippenbekenntnisse (Sur mes lèvres) – Regie: Jacques Audiard

### Beste Regie (Meilleur réalisateur)
Jean-Pierre Jeunet – Die fabelhafte Welt der Amélie (Le fabuleux destin d'Amélie Poulain)
- Jacques Audiard – Lippenbekenntnisse (Sur mes lèvres)
- Patrice Chéreau – Intimacy
- François Dupeyron – Die Offizierskammer (La chambre des officiers)
- François Ozon – Unter dem Sand (Sous le sable)

### Bester Hauptdarsteller (Meilleur acteur)
Michel Bouquet – Vater töten! (Comment j’ai tué mon père)
- Éric Caravaca – Die Offizierskammer (La chambre des officiers)
- Vincent Cassel – Lippenbekenntnisse (Sur mes lèvres)
- André Dussollier – Tanguy – Der Nesthocker (Tanguy)
- Jacques Dutronc – C’est la vie

### Beste Hauptdarstellerin (Meilleure actrice)
Emmanuelle Devos – Lippenbekenntnisse (Sur mes lèvres)
- Catherine Frot – Chaos
- Isabelle Huppert – Die Klavierspielerin (La pianiste)
- Charlotte Rampling – Unter dem Sand (Sous le sable)
- Audrey Tautou – Die fabelhafte Welt der Amélie (Le fabuleux destin d’Amélie Poulain)

### Bester Nebendarsteller (Meilleur acteur dans un second rôle)
André Dussollier – Die Offizierskammer (La chambre des officiers)
- Édouard Baer – Betty Fisher et autres histoires
- Jamel Debbouze – Die fabelhafte Welt der Amélie (Le fabuleux destin d’Amélie Poulain)
- Jean-Paul Roussillon – Eine Schwalbe macht den Sommer (Une hirondelle a fait le printemps)
- Rufus – Die fabelhafte Welt der Amélie (Le fabuleux destin d'Amélie Poulain)

### Beste Nebendarstellerin (Meilleure actrice dans un second rôle)
Annie Girardot – Die Klavierspielerin (La pianiste)
- Nicole Garcia – Betty Fisher et autres histoires
- Noémie Lvovsky – Meine Frau, die Schauspielerin (Ma femme est une actrice)
- Isabelle Nanty – Die fabelhafte Welt der Amélie (Le fabuleux destin d’Amélie Poulain)
- Line Renaud – Chaos

### Bester Nachwuchsdarsteller (Meilleur jeune espoir masculin)
Robinson Stévenin – Mauvais genres
- Eric Berger – Tanguy – Der Nesthocker (Tanguy)
- Stefano Cassetti – Roberto Succo
- Grégori Derangère – Die Offizierskammer (La chambre des officiers)
- Jean-Michel Portal – Die Offizierskammer (La chambre des officiers)

### Beste Nachwuchsdarstellerin (Meilleur jeune espoir féminin)
Rachida Brakni – Chaos
- Isild Le Besco – Roberto Succo
- Marion Cotillard – Les jolies choses
- Hélène Fillières – Reines d’un jour
- Hélène de Fougerolles – Va Savoir (Va savoir)

### Bestes Erstlingswerk (Meilleur premier film)
No Man’s Land (Ničija zemlja) – Regie: Danis Tanović
- Meine Frau, die Schauspielerin (Ma femme est une actrice) – Regie: Yvan Attal
- Grégoire Moulin gegen den Rest der Welt (Grégoire Moulin contre l’humanité) – Regie: Artus de Penguern
- Nomaden der Lüfte – Das Geheimnis der Zugvögel (Le peuple migrateur) – Regie: Jacques Perrin, Michel Debats und Jacques Cluzaud
- Eine Schwalbe macht den Sommer (Une hirondelle a fait le printemps) – Regie: Christian Carion

### Bestes Drehbuch (Meilleur scénario original ou adaptation)
Jacques Audiard und Tonino Benacquista – Lippenbekenntnisse (Sur mes lèvres)
- François Dupeyron – Die Offizierskammer (La chambre des officiers)
- Jean-Pierre Jeunet und Guillaume Laurant – Die fabelhafte Welt der Amélie (Le fabuleux destin d’Amélie Poulain)
- Danis Tanović – No Man’s Land
- Coline Serreau – Chaos

### Beste Filmmusik (Meilleure musique écrite pour un film)
Yann Tiersen – Die fabelhafte Welt der Amélie (Le fabuleux destin d’Amélie Poulain)
- Alexandre Desplat – Lippenbekenntnisse (Sur mes lèvres)
- Bruno Coulais – Nomaden der Lüfte – Das Geheimnis der Zugvögel (Le peuple migrateur)
- Joseph LoDuca – Pakt der Wölfe (Le pacte des loups)

### Bestes Szenenbild (Meilleurs décors)
Aline Bonetto – Die fabelhafte Welt der Amélie (Le fabuleux destin d’Amélie Poulain)
- Antoine Fontaine und Jean-Baptiste Marot – Die Lady und der Herzog (L’Anglaise et le duc)
- Guy-Claude François – Pakt der Wölfe (Le pacte des loups)

### Beste Kostüme (Meilleurs costumes)
Dominique Borg – Pakt der Wölfe (Le pacte des loups)
- Catherine Bouchard – Die Offizierskammer (La chambre des officiers)
- Madeline Fontaine – Die fabelhafte Welt der Amélie (Le fabuleux destin d’Amélie Poulain)
- Pierre-Jean Larroque – Die Lady und der Herzog (L’Anglaise et le duc)

### Beste Kamera (Meilleure photographie)
Tetsuo Nagata – Die Offizierskammer (La chambre des officiers)
- Bruno Delbonnel – Die fabelhafte Welt der Amélie (Le fabuleux destin d’Amélie Poulain)
- Mathieu Vadepied – Lippenbekenntnisse (Sur mes lèvres)

### Bester Ton (Meilleur son)
Pascal Villard, Marc-Antoine Beldent und Cyril Holtz – Lippenbekenntnisse (Sur mes lèvres)
- Cyril Holtz und Jean-Paul Mugel – Pakt der Wölfe (Le pacte des loups)
- Jean Umansky, Gérard Hardy, Laurent Kossayan und Vincent Arnardi – Die fabelhafte Welt der Amélie (Le fabuleux destin d’Amélie Poulain)

### Bester Schnitt (Meilleur montage)
Marie-Josèphe Yoyotte – Nomaden der Lüfte – Das Geheimnis der Zugvögel (Le peuple migrateur)
- Hervé Schneid – Die fabelhafte Welt der Amélie (Le fabuleux destin d’Amélie Poulain)
- Juliette Welfling – Lippenbekenntnisse (Sur mes lèvres)

### Bester Kurzfilm (Meilleur court métrage)
Au premier dimanche d’août – Regie: Florence Miailhe
- Millevaches (Expérience) – Regie: Pierre Vinour
- Des morceaux de ma femme – Regie: Frédéric Pelle
- La pomme, la figue et l’amande – Regie: Joël Brisse
- Les filles du douze – Regie: Pascale Breton

### Bester ausländischer Film (Meilleur film étranger)
Mulholland Drive – Straße der Finsternis (Mulholland Drive), Frankreich/USA – Regie: David Lynch
- The Man Who Wasn’t There, USA – Regie: Joel Coen
- Moulin Rouge, Australien/USA – Regie: Baz Luhrmann
- Traffic – Macht des Kartells (Traffic), Deutschland/USA – Regie: Steven Soderbergh
- Das Zimmer meines Sohnes (La stanza del figlio), Italien/Frankreich – Regie: Nanni Moretti

## Ehrenpreis (César d’honneur)
- Anouk Aimée, französische Schauspielerin
- Jeremy Irons, britischer Schauspieler
- Claude Rich, französischer Schauspieler